# 福氏耐格里變形蟲
福氏內格里原蟲是異葉足綱（Heterolobosea）的內格里原蟲（纳氏虫属），俗稱食腦菌、食腦變形蟲（brain-eating amoeba）、福氏阿米巴蟲。在其生物生命周期有三種型態：囊胞、類阿米巴以及鞭毛蟲的型態。當環境適於它生存時，福氏內格里蟲以類阿米巴的形式存在，在土壤或水中緩步移動尋找細菌做為食物；當環境不大好的時候，福氏耐格里原蟲就會長出鞭毛成為鞭毛蟲的型態以尋找較為適合生存之地。當環境極度惡劣時則會變成囊胞來度過艱困時期。
福氏內格里原蟲並非阿米巴原蟲，但由於其在環境適於生存時，會以類阿米巴的形式存在，故被廣泛誤認為是阿米巴原蟲的一種。
福氏內格里原蟲常見於25℃以上的溫水環境，在約42℃時繁殖力最旺盛。在偶然的機率下，人类可能將病原體吸入鼻腔，由于找不到其他食物來源，福氏內格里原蟲便會沿著嗅覺神經，透過篩板（Cribriform plate）中央的縫隙進入腦部，進而引發「福氏內格里阿米巴腦膜腦炎」（Primary Amoebic Meningoencephalitis，簡稱PAM），但喝下遭病原體污染的水則不會被感染。初期可以治療但黃金時間不長，若遭感染其死亡率可達96%以上。

## 事故及爆發

### 紐西蘭
從1968年到1978年，紐西蘭總共發生過8宗個案，死者都是在懷卡托地區的旅遊勝地陶波附近的地熱水游泳而感染。

### 巴基斯坦
巴基斯坦在2012年的3月到9月，有10人於舊都卡拉奇死於福氏內格里阿米巴腦膜腦炎；而全國全年已有22人因此而死亡。
根據世衛組織官員表示，死者可能是因為曾在髒水中游泳，或用受污染的水清洗口鼻而感染。

### 美國
2013年，美國一名12歲男童雷納（Zachary Reyna）於8月3日在家中附近一條引水道和朋友玩跪板衝浪時受到感染，在邁阿密兒童醫院深切治療部留醫，延至8月25日死亡。
2019年，美國10歲女童莉莉·梅·亞文特（Lily Mae Avant）在9月初周末假期到河裡游泳，遭到一種罕見的食腦變形蟲感染，約一週後出現頭痛和發燒症狀，健康狀況迅速惡化。院方診斷亞文特感染了原發性阿米巴腦膜炎（PAM），並於9月16日過世。
2020年9月8日，得克薩斯州莱克杰克逊一名6岁男孩因感染福氏耐格里變形蟲去世。

### 台灣

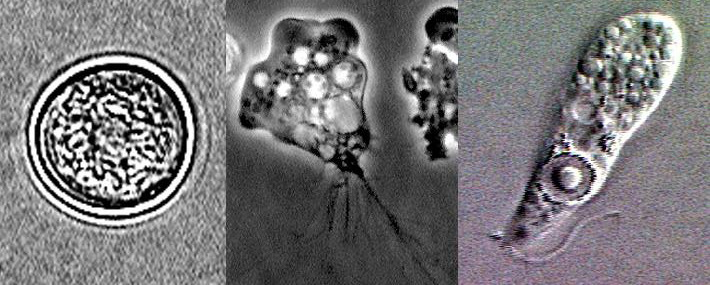

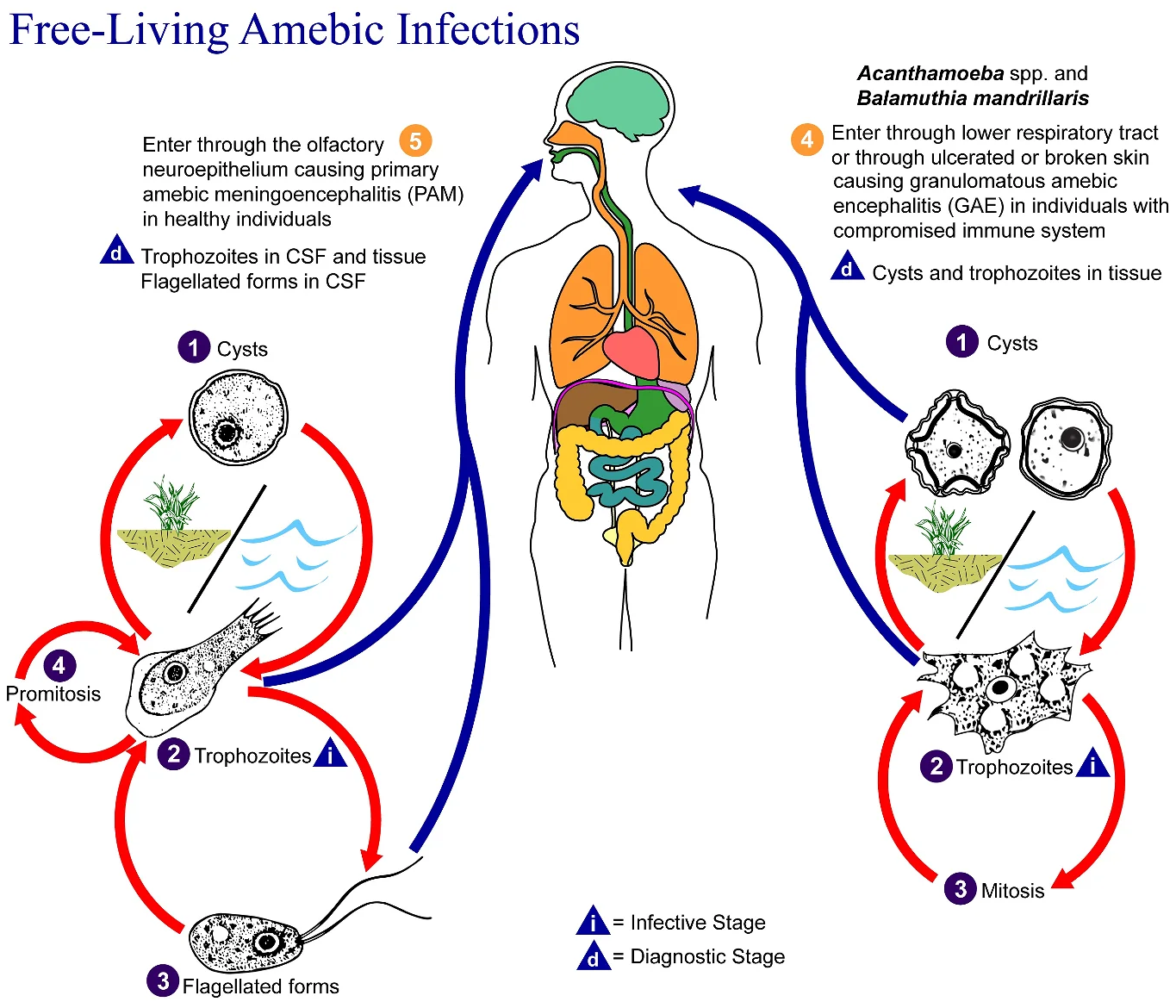

2011年11月，台灣一名75歲男性，有定期浸泡溫泉的習慣。個案於2011年11月14日陸續出現頭痛、頸痛、食慾不振、手腳發麻、全身無力，11月18日呼吸衰竭、插管治療，於發病後25天死亡，經檢驗確認為「福氏內格里蟲（Naegleria fowleri）」感染所導致的腦膜腦炎，個案暴露的溫泉池也檢測出含有此種寄生蟲，該溫泉池經消毒後已重新開放，經調查同行者及家屬無人發病。中華民國衛生福利部疾病管制署在2013年證實此一個案。
2023年8月，新北市又發生一例死亡個案，為30多歲女性，於當月 2 次前往新北市板橋區室內衝浪中心戲水，事發後該室內衝浪館宣布停業一周進行室內清消。新北市衛生局亦前往現場採集檢體，確認該衝浪中心水池餘氯含量未達標準。

### 中國大陸
2016年8月14日，深圳一名43歲男子在景區玩水。19日開始頭疼咳嗽。9月3日死亡。經檢驗確認為福氏內格里阿米巴腦膜腦炎。

### 韩国
2022年12月26日，据韩联社报道，一名12月10日从泰国回国的韩国人因感染福氏耐格里虫于12月21日去世。这是韩国首例已知福氏耐格里虫感染病例。

## 症狀
症狀通常於受感染後1-9天內出現，初期症狀可能包含頭痛、發燒、和噁心。晚期症狀則涵蓋：頸部僵硬（stiff neck）、思考混亂（confusion）、注意力不集中（lack of attention）、失去平衡感 (loss of balance)、癲癇發作、幻覺（hallucinations）。一旦症狀出現，患者通常會在兩周內死亡。

## 外部連結
- 寄生蟲學-protozoa(原蟲)-Naegleria fowleri(福氏耐格里阿米巴) （页面存档备份，存于）
- Naegleria information site （页面存档备份，存于） from the Centers for Disease Control and Prevention
- Naegleria （页面存档备份，存于） from The Tree of Life Web Project
- Naegleria fowleri （页面存档备份，存于） at Stanford University's ParaSITE 2004